# جیمی ترمیر
جیمی ترمیر (انگلیسی: Jimmy Tremeer; ۱ اوت ۱۸۷۴ – ۲۹ اکتبر ۱۹۵۱) ورزشکار دو و میدانی، و پرتاب‌گر نیزه اهل بریتانیا بود.